# 日経スペシャル アジアの風〜小さな挑戦者たち〜
『日経スペシャル アジアの風〜小さな挑戦者たち〜』（にっけいスペシャル アジアのかぜ ちいさなちょうせんしゃたち）は、2012年4月7日から2013年3月30日まで、土曜日12:30-13:00に放送されたBSジャパンのドキュメンタリー番組である。

## 概要
BSジャパンにおける「日経スペシャル」のシリーズ第1弾である。
この番組は、日本の中小企業の世界進出、特にアジアマーケットへの進出を図る企業にスポットライトを当て、日本の技術や商品などの様々なビジネスモデルについて、それがいかに世界に通用するかについて密着取材などを通して検証していくというものだった。

## 出演
- ナビゲーター　後藤康浩（日本経済新聞社編集委員）
- ナレーション　谷内里早（番組キャラクターとしてオープニングタイトルにも顔出しで出演）

## 放送リスト
| 回数   | 放送日   | 紹介した会社名（出演した関係者）                                   |
| ------ | -------- | ------------------------------------------------------------------ |
| 第1回  | 4月7日   | コジマ技研工業有限会社（代表取締役：小嶋實）                       |
| 第2回  | 4月14日  | 株式会社箔一（代表取締役社長：浅野達也）                           |
| 第3回  | 4月21日  | 三鷹光器株式会社（代表取締役社長：中村勝重）                       |
| 第4回  | 4月28日  | 株式会社アサノ不燃木材（代表取締役社長：浅野成昭）                 |
| 第5回  | 5月5日   | 株式会社ファーストキャビン（代表取締役：来海忠男）                 |
|        |          |                                                                    |
| 第7回  | 5月19日  | 有限会社一善や（代表取締役：中村健二郎）                           |
| 第8回  | 5月26日  | 浅野撚糸株式会社（代表取締役社長：浅野雅己）                       |
| 第9回  | 6月2日   | 株式会社有紀（代表取締役社長：橋本保）                             |
| 第10回 | 6月9日   | 株式会社ブライズワード（取締役副社長：橋爪浩文）                   |
| 第11回 | 6月16日  | ニューメディカ・テック株式会社（代表取締役社長：前田芳聰）         |
| 第12回 | 6月23日  | 田中金属製作所（田中和広）                                         |
| 第13回 | 6月30日  | 錦見鋳造株式会社（代表取締役社長：錦見泰郎）                       |
| 第14回 | 7月7日   | 株式会社音力発電（代表取締役社長：速水浩平）                       |
| 第15回 | 7月14日  | 株式会社悠心（代表取締役社長：二瀬克規）                           |
| 第16回 | 7月21日  | 株式会社ヤマサ脇口水産（代表取締役社長：脇口光太郎）               |
| 第17回 | 7月28日  | 株式会社ヤマサ脇口水産（代表取締役社長：脇口光太郎）               |
| 第18回 | 8月4日   | 有限会社一善や（代表取締役：中村健二郎）                           |
| 第19回 | 8月11日  | 有限会社一善や（代表取締役：中村健二郎）                           |
| 第20回 | 8月18日  | 株式会社アールティ（代表取締役社長：中川友紀子）                   |
| 第21回 | 8月25日  | 株式会社アモウ（代表取締役：天羽則博）                             |
| 第22回 | 9月1日   | 株式会社モビーディック（代表取締役：保田守）                       |
| 第23回 | 9月8日   | 株式会社ニッカリ（代表取締役：杉本宏）                             |
| 第24回 | 9月15日  | TAMU（代表取締役社長：田村克彦）                                   |
| 第25回 | 9月22日  | 昭和冷凍プラント（社長：若山敏次）                                 |
| 第26回 | 9月29日  | 船井総合研究所（東京経営支援本部・経営コンサルタント：小林昇太郎） |
| 第27回 | 10月6日  | マテリアルハウス（代表取締役：新井秀雄）                           |
| 第28回 | 10月13日 | 株式会社ライトニックス（代表取締役：福田光男）                     |
| 第29回 | 10月20日 | GEN CORPORATION（柳沢源内）                                        |
| 第30回 | 10月27日 | Mizuno Consultancy Holdings Ltd.（代表取締役社長：水野真澄）       |
| 第31回 | 11月3日  | 株式会社アイエフリバース（代表取締役：五十森達哉）                 |
| 第32回 | 11月10日 | 有限会社角野製作所（代表取締役社長：角野秀哉）                     |
| 第33回 | 11月17日 | 株式会社ヴァロール（代表取締役社長：山下和貴、取締役：村瀬治比古） |
| 第34回 | 11月24日 | 船井総合研究所（上海現地法人代表：中野好純）                       |
| 第35回 | 12月1日  | 船井総合研究所（上海現地法人代表：中野好純）                       |
| 第36回 | 12月8日  | 株式会社日本エレクトライク（代表取締役社長：松波登）               |
| 第37回 | 12月15日 | 株式会社静科（専務：高橋俊二）                                     |
| 第38回 | 12月22日 | 株式会社静科（専務：高橋俊二）                                     |
| 第39回 | 12月30日 | キッコウ・ジャパン株式会社（代表取締役：吉村隆顯）                 |

| 回数             | 放送日  | 紹介した会社名（出演した関係者）                                   |
| ---------------- | ------- | ------------------------------------------------------------------ |
| 第40回           | 1月5日  | 正和電工株式会社（社長：橘井敏弘）                                 |
| 第41回           | 1月12日 | 株式会社スマートサポート（代表取締役：鈴木善人）                   |
| 第42回           | 1月19日 | 東洋ゼンマイ株式会社（代表取締役社長：長谷川光一）                 |
| 第43回           | 1月26日 | 株式会社アークビジネスサーチ（海外ビジネスコンサルタント：福田淳） |
| 第44回           | 2月2日  | 株式会社エフ・イー（代表取締役社長：佐々木通彦）                   |
| 第45回           | 2月9日  | 中野鉄工所（代表取締役社長：中野隆次）                             |
| 第46回           | 2月16日 | 株式会社ユニオン産業（代表取締役：森川真彦）                       |
| 第47回           | 2月23日 | 船井総合研究所（牧野好和）                                         |
| 第48回           | 3月2日  | 株式会社ユーアイヅ（代表取締役社長：折笠洋一）                     |
| 第49回           | 3月9日  | 株式会社パン・アキモト（代表取締役：秋元義彦）                     |
| 第50回           | 3月16日 | 香港飲食コンサルティングFCJC（代表：白濱一久）                     |
| 第51回           | 3月23日 | 株式会社ライフリング（代表取締役社長：梶谷二朗）                   |
| 第52回（最終回） | 3月30日 | 会川アジアビジネス研究所（会川清司）                               |